# Los españoles de ogaño
Los españoles de ogaño fue una colección de tipos costumbristas publicada en España en 1872.

## Descripción
Editada por Victorino Suárez, la obra estaba compuesta por dos volúmenes. Se trataba de una colección de retratos o cuadros literarios, en la que se recogían una serie de personajes estereotípicos —un total de ochenta y seis— de la sociedad española de la época, en un tipo de literatura que tuvo como precedente a obras como Los españoles pintados por sí mismos, dentro del denominado costumbrismo.
Entre los redactores de los tipos se encontraron nombres como los de Andrés Ruigómez, Saturnino Esteban Collantes, Ricardo Sepúlveda, Miguel Ramos Carrión, Carlos Moreno López, Constantino Gil, Pedro María Barrera, Antonio Alcalde Valladares, José Garay de Sarti, Eduardo de Palacio, Julio Monreal, Álvaro Luceño, Eduardo Lustonó, Tomás Luceño, Juan Manuel Orti y Lara, Carlos Frontaura, Eduardo Zamora y Caballero, Luis Santana, Augusto Ferrán, Benjamín María Palacios, Francisco Pérez Echevarría, Antonio Sánchez Pérez, José Sanmartín y Aguirre, Manuel Matoses, Rafael de Santisteban y Mahy, Florencio Moreno Godino, José Soriano de Castro y Benito Pérez Galdós, entre otros.